# Station Sankt Michael ob Bleiburg
Station Sankt Michael ob Bleiburg (Sloveens: Šmihel pri Pliberku) is een spoorwegstation aan de Drautalspoorlijn in de tweetalige gemeente Feistritz ob Bleiburg (Bistrica pri Pliberku) (Oostenrijk-Karinthië).